# ترمودینامیک شیمیایی

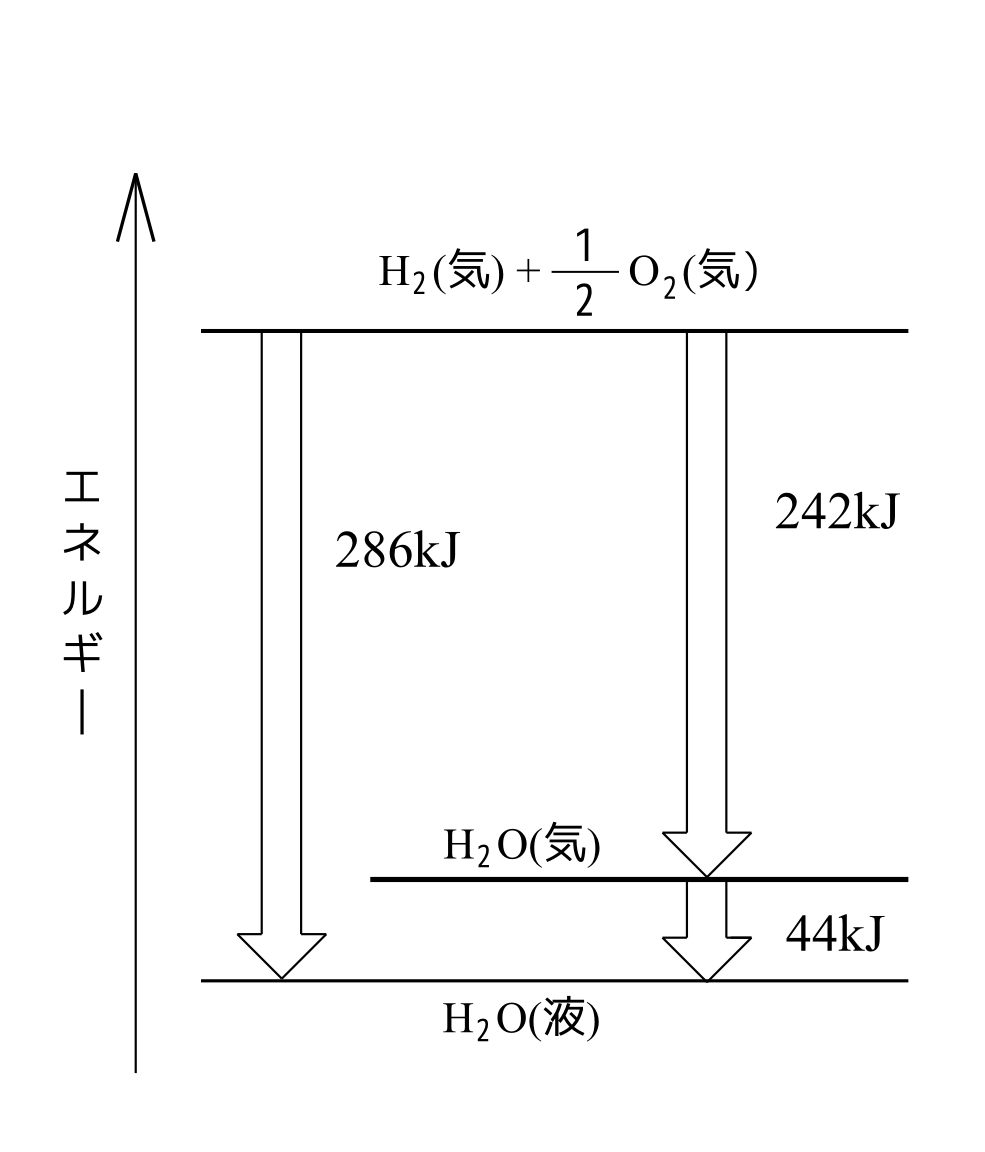
فرمول ترمودینامیک شیمیایی

ترمودینامیک شیمیایی(به انگلیسی: Chemical thermodynamics) شاخه ای از علم ترمودینامیک است که به بررسی روابط متقابل پارامترهای ترمودینامیکی(کار، گرما) در هنگام انجام یک واکنش شیمیایی در خلال قوانین ترمودینامیکی پردازد.
ترمودینامیک شیمیایی فقط شامل اندازه گیری‌های متعدد آزمایشگاهی از ویژگی‌های ترمودینامیکی نیست بلکه شامل متدهای ریاضیاتی برای مطالعه پرسشهای شیمیایی و بررسی خودبه خودی بودن واکنش نیز می‌شود.